# Biskupska konferencija Engleske i Walesa
Biskupska konferencija Engleske i Walesa (engl. Catholic Bishops' Conference of England and Wales) je biskupska konferencija Katoličke Crkve u Ujedinjenom Kraljevstvu za područje Engleske i Walesa. Čine ju nadbiskupi, biskupi i naslovni biskupi iz 22 katoličke dijeceze zajedno s apostolskim eparhom Ukrajinske Crkve u Velikoj Britaniji i apostolskim prefektom Falklandskih otoka.

## Struktura
- Predsjednik: Vincent Nichols, westminsterski nadbiskup i kardinal.
- Potpredsjednik: Peter Smith, nadbiskup Southwarka.
- Tajnik: Christopher Thomas, biskupija Nottingham.

## Ustanove
- Catholic Education Service - odgojno-obrazona ustanova
- Caritas Social Action Network - mreža caritasa

## Vanjske poveznice
- Službene stranice (engl.)
- Catholic News  Arhivirana inačica izvorne stranice od 23. rujna 2017. (Wayback Machine) (engl.) Službene stranice Katoličke Crkve u Engleskoj i Walesu
- [neaktivna poveznica] (engl.) Popis bivših i sadašnjih dužnosnika konferencije